# La Resistencia (colectivo)
La Resistencia, Dios Patria y Familia, mejor conocido solo como La Resistencia, es un colectivo peruano de extrema derecha registrado como asociación civil, vinculado a los partidos políticos Fuerza Popular y Renovación Popular.
En el marco de las crisis políticas de 2016 en adelante, el colectivo ganó una considerable notoriedad por atacar a figuras políticas y periodísticas que critican o se oponen a grupos conservadores y las políticas de gobierno promovidas por los mencionados partidos políticos, con la excusa de que existe una conspiración orquestada por la «izquierda caviar».

## Historia
La Resistencia fue fundada en 2018, por Juan José Muñico Gonzáles, alias «Jota Maelo», quien se describe como fujimorista, patriota y anticomunista. El lema del colectivo es «Dios, Patria y Familia», y algunos de sus miembros han sido captados usando el saludo fascista.
El nombre «La Resistencia» fue usado previamente por colectivos políticos que reivindicaban al régimen autoritario del expresidente Alberto Fujimori tras su salida del poder en el año 2000. La organización actual forma parte del autodenominado «Frente Popular Democrático» (FPD), una agrupación de diversos colectivos de derecha y extrema derecha (entre los que se encuentran Los Combatientes y La Insurgencia) que se oponían al gobierno de Pedro Castillo, político a quien acusaban de pertenecer al MOVADEF, grupo fundado en 2009 por una facción de militantes de Sendero Luminoso adheridos a la estrategia de la "amnistía general". Algunos de los actos de presión realizados contra Castillo fue la muestra de apoyo que brindaron sus militantes al agente policial Harvey Colchado, quien fue destituido por Castillo por supuestos excesos realizados por el policía durante el allanamiento del Palacio de Gobierno.
En junio de 2021, frente a las acusaciones públicas contra el colectivo por sus nexos con el fujimorismo, la lideresa del partido Fuerza Popular, Keiko Fujimori, comunicó vía Twitter el deslinde entre su agrupación política y La Resistencia, y rechazó la realización de cualquier tipo de agresión física y verbal. Cabe recalcar que Fujimori realizó una campaña presidencial de fuerte tinte anticomunista contra el entonces candidato presidencial Pedro Castillo en ese año. En esta campaña también formó parte Rafael López Aliaga, quien negó cualquier tipo de financiamiento a la agrupación.
En septiembre de 2021 el Ministerio del Interior fundó un grupo especial con agentes de la Dirección de Investigación Criminal (Dirincri), la Dirección de Inteligencia de la Policía Nacional (Dirin) y la Dirección General de Inteligencia del Ministerio del Interior (Digemin) para investigar las acciones y la estructura de La Resistencia. Esta operación dio como resultado la identificación de catorce miembros acusados de participar en diferentes acciones de hostigamiento y violencia.
La Dirección contra el Terrorismo se negó en 2021 a catalogar al colectivo como una organización terrorista. Sin embargo, según La República, se encontraron fotografías de reuniones del colectivo durante el pasacalle por los cuarenta años de la Dirección contra el Terrorismo en 2023, mientras ya se realizaban investigaciones hacia el colectivo.
Para 2023, luego de entablar una denuncia de la Coordinadora Nacional de Derechos Humanos, el Ministerio Público investigó al colectivo por delitos contra la tranquilidad pública, en la modalidad de banda criminal y contra la libertad personal, en la modalidad de coacción y acoso; esto incluye a las acusaciones de acoso hacia Gustavo Gorriti, quien respondió presencialmente con un micrófono. Más allá de las acusaciones, los ataques hacia Gorriti fueron compartidos por el diario Expreso y el canal de televisión Willax. Sin embargo, según se dio a conocer el presidente del JNE, Jorge Salas Arenas, se archivaron 11 denuncias de acoso.  De hecho, en julio de 2023, IDL-Reporteros señaló que en el informe de la Junta Nacional de Justicia, el abogado Rafael Vela responsabilizó a Willax y Expreso cuando «realizaron una campaña de desinformación de la labor que [asumía como representante en] el Equipo Especial del [Ministerio Público]».
En 2024, el colectivo radical asistió de invitado al homenaje de la exfiscal Patricia Benavides (retirada de su cargo en ese año tras el escándalo de corrupción en el Ministerio Público), que fue organizado por militantes del Partido Aprista Peruano. La ceremonia se celebró en las instalaciones del Centro de la Amistad Peruano China, que presidió Erasmo Wong, propietario de Willax Televisión.
En 2025, el Ministerio Público inició una investigación preliminar contra el colectivo por el hostigamiento hacia fiscales.

### Participación en una reunión del oficialismo
En julio de 2023, el Ministerio de Cultura invitó a Juan Muñico Gonzales (Jota Maelo), líder del grupo La Resistencia, para abordar el tema del racismo. La Resistencia fue uno de los grupos partícipes en la crisis electoral a mostrar apoyo a la campaña presidencial de Fujimori en la segunda vuelta de las elecciones de 2021 y estuvo en la mira por sus intenciones vandalistas a pesar de la impasibilidad de las autoridades, por lo que el Ministerio lo recibió «para dar a conocer sus inquietudes con relación a casos de discriminación».
Aquella reunión conllevó la indignación de activistas de derechos humanos, de la política Indira Huilca y de Francisco Sagasti; además, de la renuncia de directora sectorial de la Dirección General de Ciudadanía Intercultural por estar en contra de sostener reuniones con esta agrupación. No obstante, Jota Maelo justificó su presencia «sobre la discriminación y racismo, del cual nosotros somos víctimas».
Mientras tanto, el vocero de Fuerza Popular, Hernando Guerra García, señaló que «si nosotros decimos que no hay que escuchar las posiciones por más extremas que sean […] estamos negándonos al diálogo»; además que el congresista José Cueto, de Renovación Popular, minimizó el grado violento del colectivo frente a contrapartes alejadas de Lima. De hecho, el exjefe del Fondo Editorial del Congreso de la República del Perú, Carlos Cabanillas León, señaló para Perú 21 que «la narrativa (de la que el autor considera "izquierda") ha querido convertir a cuatro gatos revoltosos en una célula fascista» y justificó una supuesta estrategia para generar polarización entre «La Resistencia con la Toma de Lima […] [e] inclinarse del lado de los luchadores sociales que asaltan aeropuertos e incendian comisarías y sedes del Poder Judicial».
A pesar de que la ministra de Cultura, Leslie Urteaga, confirmó el encuentro y pidió disculpas «a quienes se hayan sentido agredidos por una actitud que no debió darse y que no representa la posición del Gobierno en este tema»; horas después de la reunión, el primer ministro anunció la remoción de Juan Reátegui del viceministro de Interculturalidad, quien se encargó de reunierse con Muñico Conzales. Urteaga, quien se negó recibir a la exintegrante de la Comisión de la Verdad y Reconciliación Sofía Macher por los ataques hacia el monumento El ojo que llora en febrero de 2023; finalmente reconoció su responsabilidad en invitar al colectivo de derecha ultraconservadora, pero negó renunciar su puesto de ministra.

## Acciones
La Resistencia ha estado involucrada en diversos actos vandálicos y de acoso a personalidades y políticos antifujimoristas. Además, han realizado disturbios durante la campaña por la segunda vuelta de las elecciones peruanas del 2021 y en las marchas contra el gobierno de Pedro Castillo. El grupo vandalizó un mural realizado en homenaje a Inti Sotelo y Bryan Pintado.
En octubre de 2019, el colectivo participó en una audiencia judicial a favor de los árbitros acusados de haber favorecido al conglomerado Odebrecht en el caso Odebrecht. Posteriormente, en diciembre de 2019, miembros de La Resistencia acosaron a los miembros del grupo musical Los Juanelos, fundado por Christian Ysla, tras una entrevista radial donde criticaron a la congresista Rosa Bartra dedicándole uno de sus temas musicales.
El 7 de julio de 2021, el colectivo convocó reunierse en los alrededores del Congreso de la República, al solicitar cambios de jueces del Tribunal Constitucional. Días después, el 14 de julio de 2021, miembros de La Resistencia realizaron una protesta por el presunto fraude electoral en los exteriores del edificio del Jurado Nacional de Elecciones, agrediendo a comerciantes, periodistas y ministros que se hallaban por la zona, como a Óscar Ugarte, ministro de Salud, y Solangel Fernández, ministra de Vivienda. Estas acciones fueron condenadas por la Defensoría del Pueblo.
El 16 de septiembre de 2021, se reportaron actos de terruqueo y acoso al exfiscal supremo Avelino Guillén, quien fue parte de la condena a 25 años de prisión al expresidente Alberto Fujimori por la masacres de Barrios Altos y de La Cantuta. El 18 de octubre de 2021 ocurrió otro caso similar de terruqueo e intento de boicot de la presentación de un libro del expresidente Francisco Sagasti junto a Santiago Roncagliolo en el distrito de Barranco. El actor Christian Meier expresó su apoyo a los atacantes, argumentando que era una forma de represalia de «4 mil personas» contra Beto Ortiz. El 21 de noviembre de 2021 se repitió un acto de terruqueo e intento de boicot durante la presentación del libro del ex congresista Daniel Olivares del Partido Morado en una librería local del distrito de Miraflores. Ese mismo día, atacaron la vivienda del ex congresista Yonhy Lescano, agrediéndolo física y verbalmente a él y a su familia.
El 22 de febrero de 2022, se realizó un nuevo terruqueo y ataque a la vivienda del periodista Jaime Chincha del Canal N en el distrito de Miraflores. Ese mismo día, también atacaron con gritos y carteles la sede de RPP Noticias, agrediéndolo verbalmente a él y a sus entonces compañeros de trabajo.
El 28 de abril de 2022 se realizaron insultos desde los exteriores de la librería El Virrey, donde Vladimir Cerrón confirmó su presencia para la exhibición del libro Populistas del escritor Carlos Meléndez. El dueño del local, Paco Sanseviero, contestó que «Hay babosos y después están los hijes (sic) de la DBA (derecha bruta y achorada)». Personalidades como Carla García apoyaron las manifestaciones en el establecimiento.
El 14 de mayo de 2022, se registró un ataque a participantes de una actividad de recaudación de fondos para la Biblioteca Miguelina Acosta, proyecto organizado por Ana Karina Barandiarán y Verónica Ferrari. Entre las personas agredidas se encontraban menores y personas LGBT+.
El 7 de junio de 2022, el colectivo insultó a las víctimas de la masacre de La Cantuta en la Feria Internacional del Libro, coincidiendo con el lanzamiento del libro de memorias La palabra del Chino - El intruso.
El 22 de febrero de 2023, el grupo acosó a las viviendas de los periodistas Gustavo Gorriti y Rosa María Palacios. El Instituto de Prensa y Sociedad condenó el hecho.
El 9 de mayo de 2023, se realizaron insultos en el frontis de la Coordinadora Nacional de Derechos Humanos. Este volvió a ser lugar de ataques por La Insurgencia.
El 23 de agosto de 2023, como muestra de solidaridad a Patricia Benavides, se realizaron ataques a la sede principal de la Junta Nacional de Justicia.
El 4 de noviembre de 2023, integrantes acosaron a la familia de Pedro Huilca, quienes exigieron devolver la indemnización económica exigida por la Corte IDH, luego que los familiares ganaran anteriormente un juicio por ejecución extrajudicial por fuerzas del Estado.

## Miembros
- Juan José «Maelo» Muñico Gonzáles, obrero metalúrgico,[90] líder del grupo,[91] y expostulante político por Solidaridad Nacional.[92] Fue acusado de presuntamente asesinar al soldado Ezequiel Huamaní Ñahuinlla.[93] Conocido por fomentar una campaña de desprestigio a Gustavo Gorriti, según la Coordinadora Nacional de Derechos Humanos,[94] fue sentenciado a un año de prisión suspendida por el delito de difamación agravada en perjuicio del Instituto de Defensa Legal.[95][96] Posteriormente, IDL volvió a denunciarlo cuando Muñico refirió a la organización de «filoterrorista [...] criminal [...] de Sendero [Luminoso]».[97]
- Flor de los Milagros Contreras León, co-fundadora y segunda al mando. Es la lideresa de la organización. Fue detenida en 2020 por la policía al resistirse a usar tapabocas en plena pandemia de COVID-19.[98] Partició en la destrucción de los murales conmemorativos a Inti Sotelo y Bryan Pintado en el Cercado de Lima,[95] así como en la vandalización del busto de Valentín Paniagua.[99] Contreras ha expresado su admiración por el Partido del Pueblo, el Partido Aprista Peruano, y su ideología conservadora, neoliberal y anticomunista.[100]
- Juan José Maguiña Solano (Jota Jota).

- Rogger Ayachi Soria, miembro y líder del colectivo «Los Combatientes del Pueblo».[101][102] Ayachi culpó en 2023 a la izquierda por considerarlo enemigo de Alberto Fujimori y estar involucrado en la marcha de los Cuatro Suyos.[103]
- Danfer Duval (Richard) , conocido por ser hostil y hostigar a la prensa.[cita requerida]
- Álvaro «Thor» Subiría Alegría, miembro de La Resistencia/Insurgencia quien se dio a conocer por un polémico encuentro con una periodista de Canal N en una manifestación anticomunista, acompañado siempre de Flor De Los Milagros. A través de sus redes sociales se le vincula con la congresista electa de Fuerza Popular Rosangella Barbarán.[104] En 2021, el Poder Judicial ordenó el alejamiento a dos presuntas víctimas de las esterilizaciones forzadas en los años 1990.[105]
- Mary Elena Cabrera (Nena) del colectivo La Resistencia y en filas de Fuerza Popular.[cita requerida]
- Ricardo Alvarado Arias, actual miembro de La Insurgencia conocido por tener un hostil encuentro con un militante del partido de extrema izquierda Perú Libre.[95]
- Eugenia Nateros.[106]
- José Luis «Figuretti» García Danuso, actual miembro de «Los Combatientes del Pueblo».[107]
- Barbara Casella, citada como amiga de Martha Chávez.[108]
- César Rojas, «Puchero», del colectivo la Resistencia y los Combatientes del Pueblo.[cita requerida]

## Videografía
- «Radicales en las calles: Atacar, mentir, desinformar». Epicentro. 29 de octubre de 2024. Consultado el 30 de octubre de 2024.

- Datos: Q108710650